# 姚家庄镇
姚家庄镇，是中华人民共和国河北省张家口桥东区下辖的一个乡镇级行政单位。

## 行政区划
姚家庄镇下辖以下地区：
姚家庄村、南庄村、东榆林村、西榆林村、玉宝墩村、小辛庄村、王家寨村和中榆林村。